# Wibald von Stablo
Wibald von Stablo und Corvey OSB (* Frühjahr 1098 in Niederlothringen; † 19. Juli 1158 in Bitola, Byzantinisches Reich) war ein einflussreicher Abt des Benediktinerordens und hat unter anderem Bedeutung als Abt von Corvey erlangt, wo er unter anderem in griechischer Sprache die Worte Scito te ipsum („Erkenne dich selbst“) über dem Portal der Benediktinerabtei Corvey anbringen ließ.

## Leben
Ab 1115 war er in Lüttich Schüler des Rupert von Deutz, wo er auch erstmals mit Arnold von Wied in Kontakt kam. Später wurde er zum engen Vertrauten und Freund des Wiedschen Hauses und hielt sowohl mit Arnold als auch mit dessen Schwester Hadwig von Wied engen Briefkontakt. Diese betrachtete Wibald sogar wie einen leiblichen Bruder.
In den Benediktinerorden trat er 1117 ein. Er wurde am 16. November 1131 zum Abt der Reichsabtei Stablo-Malmedy gewählt und gelangte zu politischem Einfluss. Während des Italienzugs von Kaiser Lothar III. wurde Wibald 1137 zum Abt des strategisch günstig an der Grenze des Normannenreiches gelegenen benediktinischen Mutterklosters Monte Cassino gewählt, musste auf dieses Amt aber im gleichen Jahr noch verzichten, da nach der Heimreise des Kaisers dessen Einfluss auf das Kloster nachließ. Wibald blieb weiterhin Abt in Stablo und Malmedy.
Bei der Königswahl 1138 unterstützte Wibald den Staufer Konrad III., der sich gegen den Welfen Heinrich den Stolzen durchsetzte. Ab 1139 war Wibald im Dienste Konrads als Stilist in der Hofkanzlei tätig und übernahm diplomatische Aufgaben. 1146 fungierte Wibald als Gesandter des Königs bei Papst Eugen III. Das noch vorhandene Briefbuch Wibalds gilt heute als wichtigste Quelle über seine Tätigkeit in Konrads Kanzlei.
Anschließend wurde Wibald am 20. Oktober 1146 Abt der Benediktinerabtei Corvey, die er neu ordnete und erweiterte. Offiziell war die Reformbedürftigkeit des Klosters die Begründung für seine Amtseinsetzung. Der eigentliche Grund dürfte jedoch gewesen sein, dass Konrad auf diesem Weg seinen Einfluss in Sachsen gegenüber Heinrich dem Löwen stärken sowie eine territoriale Verbindung zum Erzstift Bremen schaffen wollte. Die von Konrad gewünschte Unterordnung der Frauenklöster Kemnade und Fischbeck unter Corvey verhinderte Heinrich 1147 jedoch mit Hilfe der Bischöfe von Hildesheim und Minden. 1147 nahm Wibald am Wendenkreuzzug teil.
Er blieb weiterhin eine einflussreiche Person am Hof Konrads III. und entwarf 1150 den Plan einer Verheiratung von Konrads Sohn Heinrich (VI.) mit einer Nichte des byzantinischen Kaisers Manuel, der jedoch durch den Tod Heinrichs nie verwirklicht wurde. Nach Konrads Tod (1152) und dem Regierungsantritt Friedrich Barbarossas zog sich Wibald nach Corvey zurück und leitete umfangreiche Bauarbeiten an der Klosterkirche ein. Dennoch wurde er von Barbarossa gelegentlich als Gesandter, vor allem nach Byzanz, eingesetzt und hatte weiterhin eine bedeutsame Position am Hof inne. So wurde die Wahlanzeige Barbarossas an Papst Eugen III. von Wibald verfasst. Auf der Rückreise von einer diplomatischen Mission nach Byzanz starb Wibald 1158 in Mazedonien. Seine Gebeine wurden nach Stablo überführt.

## Bedeutung
Ideengeschichtlich steht Wibald einerseits in der Tradition des Reichsmönchtums, das Königtum und Kirche als untrennbar ansah, griff aber andererseits gerade auf dem Gebiet der Justiz auf römische Vorbilder zurück. In letzterem Punkt nahm er den hohen Stellenwert voraus, den die römische Rechtstradition unter Barbarossa einnahm.
In der Geschichtswissenschaft galt Wibald von Stablo lange Zeit als „graue Eminenz“ am Hof Konrads III. Er wurde für die angebliche Abhängigkeit Konrads von der Kirche verantwortlich gemacht. Die neuere Forschung schätzt seinen Einfluss geringer ein, obwohl sein genauer Umfang nach wie vor eine offene Forschungsfrage darstellt. Dafür wird in letzter Zeit zunehmend seine Bedeutung für Barbarossa höher eingeschätzt und damit die Kontinuität der Kanzleiarbeit und -politik zwischen den beiden Staufern unterstrichen.
Der in Wibalds Briefbuch überlieferte Stammbaum von Friedrich Barbarossa, Tabula consanguinitatis genannt, steht im Zusammenhang mit dessen Scheidung von seiner ersten Ehefrau Adela von Vohburg im Jahre 1153 und ist eine wichtige Quelle für die Genealogie der Staufer.

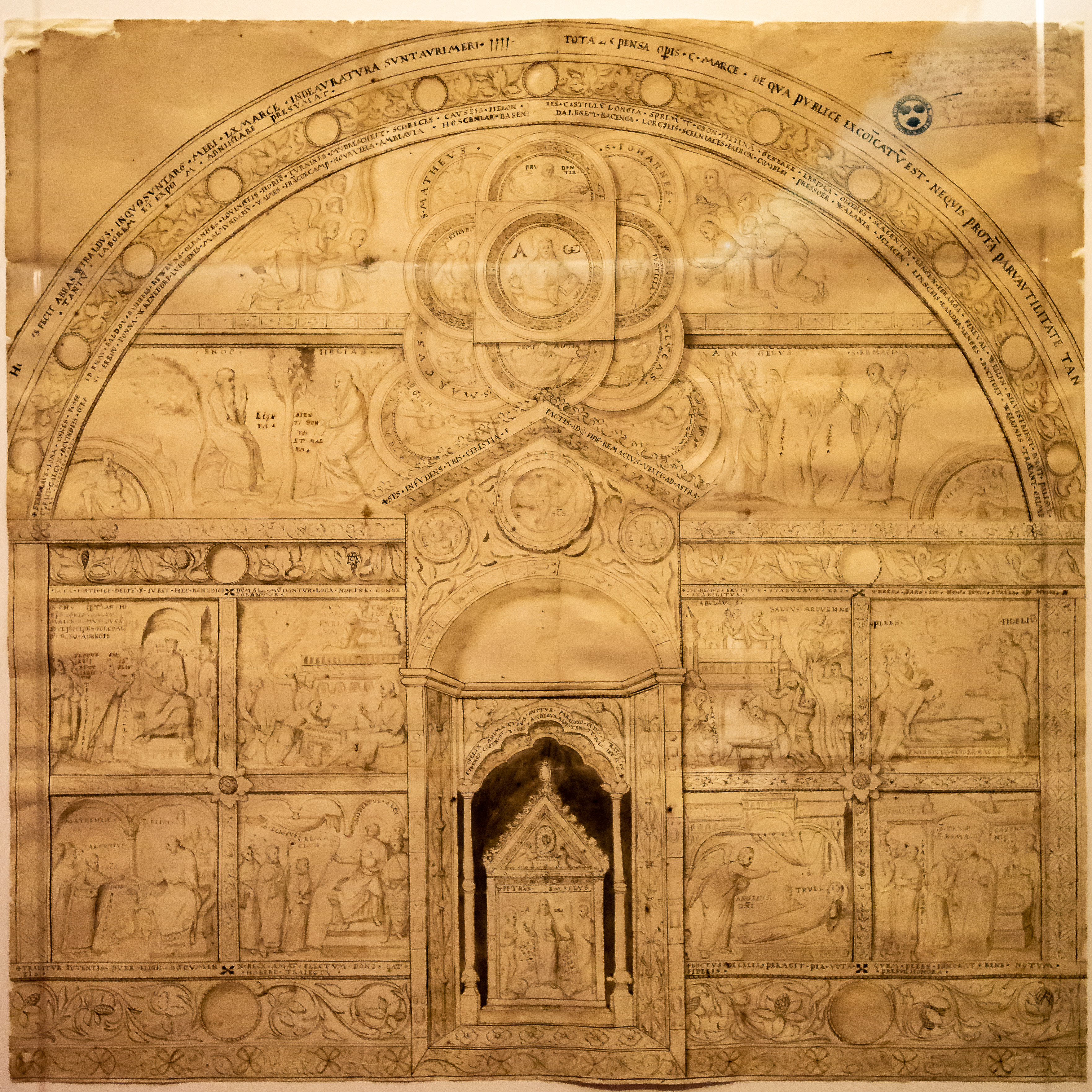
Zeichnung des Remaklusretabels (1666)

Mit Wibald als Auftraggeber oder Besitzer können verschiedene Kunstwerke zusammengebracht werden.
- Tragaltar von Stavelot  (um 1150/58; Brüssel, Königliche Museen für Kunst und Geschichte, Inv. Nr. 1590)
- Alexanderkopf (um 1145; Brüssel, Königliche Museen für Kunst und Geschichte, Inv. Nr. 1031)
- Remaklusretabel (um 1150, ursprünglich 3,11 × 2,78 m) 
  - Medaillon mit der Operatio (Berlin, Kunstgewerbemuseum, Inv. Nr. W-1978,56)[8]
  - Medaillon mit der Fides Baptimus (Frankfurt am Main, Museum Angewandte Kunst, Inv. Nr. 6710)[8]
  - zwei Inschriftenleisten (Stavelot, Schatz von Saint-Sébastien)[9]
- Wibalds Abtsstab (um 1150/58; Stavelot, Eigentum der Stadt, Inv. Nr. A21a–e)[10]
- Stavelot-Triptychon (um 1156/58; New York City, Morgan Library & Museum, Inv. Nr. AZ 001)